# Двадесет друга изложба УЛУС-а (1956)
Двадесет друга изложба УЛУС-а (1956) је трајала од 29. новембра до 20. децембра 1956. године. Одржана је у Умјетничком павиљону, у Загребу.

## О изложби
Удружење ликовних уметника Србије са овом изложбом сликарских и вајарских дела жели да успостави приснији контакт са ликовним уметницима из Хрватске. Радове за ову изложбу је одабрао Уметнички савет УЛУС-а.

## Излагачи

### Сликарство
1. Радомир Антић
2. Стојан Аралица
3. Јован Бијелић
4. Ђорђе Бошан
5. Војтех Братуша
6. Драгутин Цигарчић
7. Стојан Ћелић
8. Јелена Ћирковић
9. Јадвига Четић
10. Милан Четић
11. Мило Димитријевић
12. Никола Граовац
13. Винко Грдан
14. Ђорђе Илић
15. Александар-Цибе Јеремић
16. Вера Јосифовић
17. Љубинка Јовановић-Михаиловић
18. Бошко Карановић
19. Богомил Карлаварис
20. Милан Кечић
21. Јарослав Кратина
22. Марко Крсмановић
23. Светолик Лукић
24. Александар Луковић
25. Стеван Максимовић
26. Мирјана Михаћ
27. Милорад-Бата Михаиловић
28. Радослав Миленковић
29. Душан Миловановић
30. Милун Митровић
31. Мирјана Николић-Пећинар
32. Јефто Перић
33. Мирко Почуча
34. Милан Поповић
35. Миодраг Протић
36. Иван Радовић
37. Бошко Рисимовић
38. Младен Србиновић
39. Едуард Степанчић
40. Боривоје Стевановић
41. Драгослав Стојановић-Сип
42. Живко Стојсављевић
43. Војислав Тодорић
44. Александар Томашевић
45. Лазар Вујаклија
46. Јован Зоњић

### Вајарство
1. Иванка Ацин
2. Борис Анастасијевић
3. Милан Бесарабић
4. Ана Бешлић
5. Стеван Дукић
6. Нандор Глид
7. Радмила Граовац
8. Анте Гржетић
9. Олга Јанчић
10. Никола Јанковић
11. Олга Јеврић
12. Илија Коларовић
13. Јован Кратохвил
14. Милован Крстић
15. Ото Лого
16. Франо Менегело-Динчић
17. Живорад Михаиловић
18. Периша Милић
19. Петар Палавичини
20. Владета Петрић
21. Миша Поповић
22. Сава Сандић
23. Милош Сарић
24. Радета Станковић
25. Војин Стојић
26. Радивој Суботички
27. Јелисавета Шобер-Поповић
28. Љубица Тапавички-Берберски
29. Александар Зарин